# 彼得·梅休
彼得·威廉·梅休（英語：Peter William Mayhew，1944年5月19日—2019年4月30日），英格蘭裔美國人，电影演员，知名于自1977年原版电影到2015年的《星球大战：原力觉醒》中饰演《星球大战》系列电影中的丘巴卡一角。2019年4月30日因心脏病在家去世，享年74岁。